# Terrestrials
Terrestrials ist ein Kollaborationsalbum der US-amerikanischen Band Sunn O))) mit der norwegischen Band Ulver. Es erschien im Februar 2014 bei Southern Lord.

## Entstehung und Veröffentlichung
Nachdem Sunn O))) und Ulver bereits 2006 an einem Stück gearbeitet hatten und Stephen O’Malley, Kristoffer Rygg und Daniel O’Sullivan danach zusammen das Improvisationsprojekt Æthenor betrieben, kam es 2008 zu einem gemeinsamen Studiojam beider Bands. Im Lauf der nächsten Jahre arbeiteten O’Malley und Ulver immer wieder an den Aufnahmen. Anders Møller war für die Abmischung verantwortlich, Jaime Gomez Arellano für das Mastering.

## Titelliste und Stil
1. Let There Be Light – 11:25
2. Western Horn – 9:36
3. Eternal Return – 14:09

Auf dem Kollaborationsalbum finden sich meist bedrohliche Klangflächen wie sie typisch für Ambient und Drone Doom sind, jedoch werden diese immer wieder von eindeutiger wahrnehmbaren Gitarren, Streichern, Bläsern und Schlagzeugrhythmen durchbrochen.

## Rezeption
“It perfectly reflects both Sunn O)))’s impenetrably emotional dark heart and Ulver’s expertly crafted senses of drama and dynamic.”

„Eine Mischung aus Ambient und Postrock, so könnte man Terrestrials kurz und bündig beschreiben. Das Ganze noch komplett im Zeitlupentempo. Faszinierend, auch wenn über weite Strecken recht wenig passiert.“